# William Le Baron Jenney
William Le Baron Jenney (Fairhaven, 25 settembre 1832 – Los Angeles, 14 giugno 1907) è stato un architetto statunitense, attivo a Chicago e famoso per essere stato il progettista del primo grattacielo al mondo (lo Home Insurance Building, oggi demolito), e del più antico grattacielo ad oggi esistente (il Manhattan Building (Chicago)), tra il 1884 e il 1891.

## Biografia
Nacque in Massachusetts da un'agiata famiglia di armatori, impegnati nella caccia alle balene allora fiorente, figlio di William Proctor Jenney ed Eliza LeBaron Gibbs.
Viaggiò molto fin dalla fanciullezza. Compì gli studi liceali alla Philips Academy di Andover, per poi iscriversi nel 1853 alla Lawrence Scientific School di Harvard. Non soddisfatto, si trasferì a Parigi, presso l'École Polytechnique, dove studiò architettura e ingegneria, avendo come compagno di corso Gustave Eiffel e dove ebbe modo di approfondire l'opera del restauratore Viollet-le-Duc e di apprendere le recenti tecniche di costruzione in ferro nonché la dottrina funzionalista del professor Jean-Nicolas-Louis-Durand. Si laureò nel 1856, un anno dopo Gustave Eiffel.
Nel 1861, dopo aver lavorato in Messico come ingegnere ferroviario, ritornò negli Stati Uniti per arruolarsi nell'esercito dell'Unione come ingegnere militare durante la guerra di Secessione americana. Si occupò principalmente di fortificazioni e installazioni militari, diventando maggiore ed ingegnere responsabile presso il centro operativo di Nashville. 

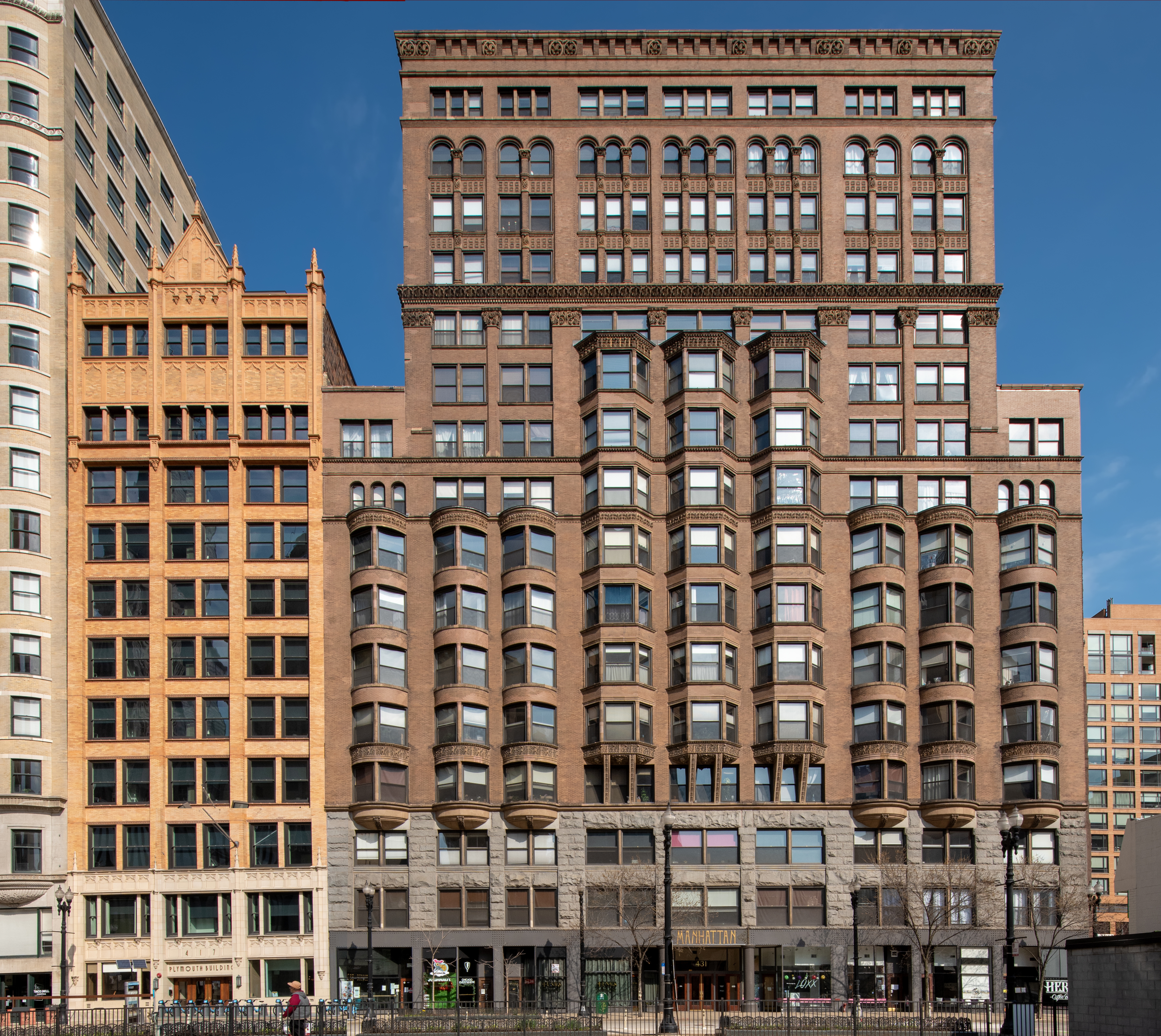
Il Manhattan Building di Chicago, il più antico grattacielo a struttura portante in metallo ancora esistente.

Nel 1868, l'anno dopo essersi sposato, si stabilì a Chicago, dove avviò uno studio professionale di architettura e ingegneria. Iniziò a progettare edifici multipiano con scheletro in ferro, ponendo le basi della corrente architettonica nota come scuola di Chicago, molti esponenti della quale lavorarono nel suo studio (fra gli altri  L. H. Sullivan, D. H. Burnham, W. Holabird).
Nel 1869 pubblica la sua importante opera Principles and Practice of Architecture, con il suo socio in affari Sanford E. Loring.
Nel 1872 fu divenne associate dell'American Institute of Architechts, e nel 1885 ne divenne membro a pieno titolo, venendone poi eletto vicepresidente per il biennio 1898-99.
Fu il progettista di quello che è passato alla storia come il primo grattacielo, l'Home Insurance Building di Chicago. Suo fu anche il progetto del Manhattan Building, sempre a Chicago, terminato nel 1891 e notevole per essere il più antico grattacielo al mondo ancora esistente.
Dal 1876 Jenney venne chiamato ad occupare la prima cattedra di architettura dell'Università del Michigan, che tenne fino al 1880 muovendosi avanti indietro tra casa sua e Ann Arbor, sede dell'università.
Morì a Los Angeles, California, il 15 giugno 1907. Dopo la morte di Jenney, le sue ceneri furono sparse sulla tomba di sua moglie, nel cimitero di Graceland.
Note e documenti originali di Jenney, tra cui "il taccuino olografico di Jenney del 1884 contenente, tra le altre cose, calcoli strutturali per l'Home Insurance Building e il suo schizzo non datato intitolato 'Chiave per il grattacielo'", sono conservati dall'Art Institute of Chicago. 

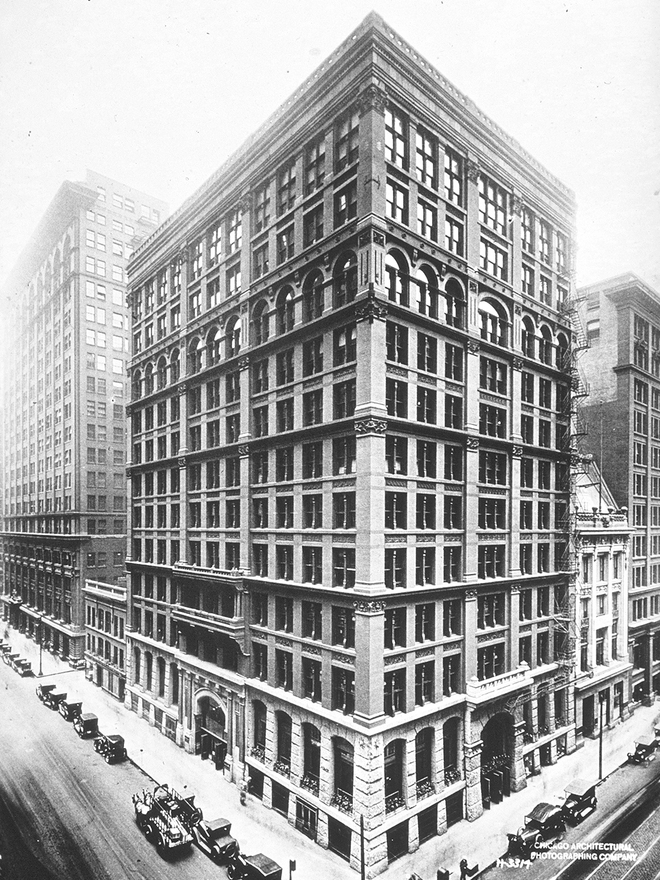
Home Insurance Building, eretto nel 1885 e demolito nel 1931. La foto mostra l'aspetto che assunse dopo l'aggiunta di due piani supplementari nel 1891.

## I grattacieli
Il nome di Jenney è indissolubilmente legato alla storia dei grattacieli. Attorno al suo studiò si sviluppò la famosa scuola di Chicago che tanta parte ebbe nel delineare l'estetica americana dei primi grattacieli che sarebbe poi divenuta caratteristica di tutti gli Stati Uniti e in particolare di New York. Se Chicago cedette a quest'ultima la palma nel campo dei grattacieli, fu principalmente perché il suolo argilloso dell'Illinois forniva un terreno meno adatto del granito della Grande mela agli sviluppi verticali.
Gli edifici verticali progettati da Jenney si caratterizzavano per l'utilizzo di un'armatura scheletrica in acciaio: l'Home Insurance Building fu il primo edificio a sviluppo verticale con una struttura interamente metallica. Colonne e travi di metallo contribuiscono a sostenere il peso della struttura, con un notevole risparmio in termini di peso rispetto ad un edificio in mattoni e una conseguente possibilità di sviluppo in altezza.
Egli successivamente introdusse tramezzi in pavimento, muratura e terracotta per migliorare la resistenza al fuoco degli edifici.
Nel 1891 ultimò il Manhattan Building, il più antico grattacielo ancora esistente.
Secondo una leggenda popolare, un giorno l'architetto tornò a casa presto e sorprese la moglie che leggeva. Ella posò il libro su una gabbietta per gli uccelli e corse ad accoglierlo. William attraversò la stanza, sollevò il libro e lo lasciò cadere sulla gabbietta due o tre volte, per poi esclamare: "Funziona! Funziona! Non vedi? Se questa piccola gabbia può contenere questo libro pesante, perché una gabbia di ferro o di acciaio non può essere l'ossatura di un intero edificio?".
Secondo altre fonti, egli avrebbe tratto ispirazione dalle costruzioni tipiche delle Filippine che aveva visitato in gioventù: gli indigeni infatti utilizzavano, come struttura portante per gli edifici destinati ad affrontare trombe d'aria e monsoni, uno scheletro di leggerissimo ma resistente legno di bambù, ed egli li avrebbe imitati con le sue travi in acciaio.

## Opere e progetti
- Col James H. Bowen House, Hyde Park, a Chicago (Illinois), costruito nel 1868
- Leiter I Building, 1879 (demolito)
- Home Insurance Building, a Chicago, costruito nel 1885
- Fair Store, a Chicago, costruito nel 1890
- Ludington Building, a Chicago, costruito nel 1891
- Manhattan Building, a Chicago, costruito nel 1891
- Horticultural Building, per la World's Columbian Exposition, a Chicago, costruito nel 1893
- New York Life Insurance Building, a Chicago, costruito nel 1893